# Manaquí barbat blanc
El manaquí barbat blanc (Manacus manacus) és un ocell de la família dels píprids (Pipridae).

## Hàbitat i distribució
Viu entre la malesa del bosc, clars i bosc obert de les terres baixes per l'oest dels Andes, a l'oest de l'Equador i nord-oest del Perú, des del nord i est de Colòmbia, Veneçuela (localment) i Trinitat, cap al sud, a través de l'est de l'Equador, nord-est del Perú, nord de Bolívia i Amazònia, sud-est del Brasil fins l'est de Paraguai i nord-est de l'Argentina.